# Вентски водопад
Вентски водопад (лет. Вентас румба) водопад је на реци Венти код града Кулдига на западу Летоније. Са ширином од 249, односно 270 метара током пролећних поплава, најшири је водопад у целој Европи. Иако је врло широк, просечна висина водопада износи између 1,8 и 2,20 метара, а мења се с обзиром на количину воде и просечним протоком реке Венте на подручју водопада.
Водопад је настао у време девона и грађен је углавном од доломитних стена, а понегде и од вапненца. Будући да се изградио у малу висинску разлику у току Венте, у близини водопада одвијала се завршна етапа превоза добара, што пољопривредних добара као што су раж, јечам, кромпир и поврће, али и одеће, обуће, накита, од чега посебно ћилибар, јер се ток реке Венте налазио на подручју Ћилибарског пута. Као развијено чвориште речног промета, у средњем веку се у близини водопада развио трговачки град Кулдига.
Око водопада се налазе многе рибарске мреже и замке, јер водопад као природна запрега обилује шаранима, пастрмкама и јесетрама. Будући да рибе не могу да прескоче водопад или се мресте, оне остављају икру или се враћају назад и упадају у постављене рибарске мреже. Подручје је познато као риболовачко одредиште, али само за спортски риболов.
Од 1. јануара 1997. године, водопад је летонски споменик природе.